# Чингисы
Чинги́сы (каз. Шыңғыс) — казахский княжеский род (аксуйек, торе), признанный в княжеском достоинстве Российской империей.
Род внесён в дворянскую родословную книгу по Самарской губернии.

## Происхождение и история рода
Род Чингисов ведёт начало от казахского хана Абулхаира (ум. 1748), прямого потомка Джучи, сына Чингисхана, правителя части Младшего жуза и некоторых родов Среднего жуза, добровольно вступившего в Российское подданство.
Из трёх сыновей Абулхаира: Нуралы, Ералы и Айшуака — последний имел сына Джантюре, султана-правителя западных казахов, и двух внуков: Мухаммед-Бея, российского генерал-майора (ум. 1847), и Арыстан-хана, султана-правителя западных казахов.
Преемником Абулхаира был его старший сын Нуралы (ум. 1790), затем 2-й сын Ералы (ум. 1794), потом старший сын Нуралы — Есим (ум. 1797), а после него младший сын Абулхаира — Айшуак (ум. 1800). После его смерти, ханом назначен 2-й сын Нуралы — Букей (ум. 1815), а затем 3-й сын Шигай, который был правителем до совершеннолетия старшего сына Букея.
В 1823 году император Александр I назначил султаном-правителем внутренней Киргизской (Казахской) Орды старшего сына Букея, султана Джангера (ум. 1845). Его старший сын Сахиб-Гирей, камер-паж, именным высочайшим указом (25 июня 1847) возведён в достоинство хана и с нисходящим его потомством в княжеское достоинство Российской империи. После его смерти в 1849 году, место хана занял его брат Ибрагим, корнет лейб-гвардии Гусарского полка, который именным указом (23 февраля 1853) возведён с нисходящим потомством в княжеское достоинство Российской империи.
Именным указом Императора Александра II, данным Правительствующему Сенату (30 августа 1870), 3-й сын покойного хана внутренней Киргизской (Казахской) Орды Джангера, отставной полковник султан Ахмет-Гирей Джангерович (1834—1914), с нисходящим от него потомством, был возведён в княжеское достоинство Российской Империи, на которое ему была пожалована грамота в 1879 году. Герб утверждён в 1873 году.

## Описание герба
Щит рассечён. В первой лазоревой части, серебряная тамга в виде скошенного креста X — знак Чингисхана. Во второй, красной части, золотая тамга в виде буквы m — знак ханов Букеевской Киргизской (Казахской) Орды. В противогорностаевой главе щита, золотой лук, на котором косвенно накрест положены золотые секира и стрела остриём влево.
Щит увенчан булатным шишаком Чингисхана с золотыми украшениями и с двумя серебряными перьями. Вместо Намёта кольчуга. Щитодержатели: правый — монгол в стёганой одежде и такой же шапке, с колчаном, опирается правой рукой на саблю. Левый — киргиз (казах) в шляпе с саблей держит в левой руке копьё. Герб украшен красной, подбитой горностаем мантией с золотыми кистями и бахромой и увенчан княжеской короной. Герб князей Чингисов внесён в Часть 12 Общего гербовника дворянских родов Всероссийской империи, стр. 12.